# Verkförteckning för Wilhelm Friedemann Bach
Denna verkförteckning för Wilhelm Friedemann Bach följer Peter Wollnys förteckning (WFB). Nummer enligt den äldre verkförteckningen av Falck anges med ett F

## Klaververk
- WFB A1 Sonata i C-dur (F 200)
- WFB A2 Sonata i C-dur (F 1) (i två versioner)
- WFB A3 Sonata i C-dur (F 2)
- WFB A4 Sonata i D-dur (F 3)
- WFB A5 Sonata i D-dur (F 4)
- WFB A6 Sonata för två cembali i D-dur (F 11) (ej bevarad)
- WFB A7 Sonata i Ess-dur (F 5)
- WFB A8 Sonata i Ess-dur (F 201)
- WFB A9 Sonata i e-moll (F 204) (ej bevarad)
- WFB A10 Sonata i F-dur (F 202)
- WFB A11 Sonata i F-dur (F 6) (i tre versioner)
- WFB A12 Sonata för två cembali i F-dur (F 10)
- WFB A13 Konsert i G-dur (F 40) (i två versioner)
- WFB A14 Sonata i G-dur (F 7)
- WFB A15 Sonata i A-dur (F 8)
- WFB A16 Sonata i B♭-dur (F 9)
- WFB A17 Fantasia för cembalo i C-dur (F 14)
- WFB A18 Fantasia för cembalo i c-moll (F 15)
- WFB A19 Fantasia för cembalo i c-moll (F 16)
- WFB A20 Fantasia för cembalo i D-dur (F 17)
- WFB A21 Fantasia för cembalo i d-moll (F 18)
- WFB A22 Fantasia för cembalo i d-moll (F 19)
- WFB A23 Fantasia för cembalo i e-moll (F 20)
- WFB A24 Fantasia för cembalo i e-moll (F 21)
- WFB A25 Fantasia för cembalo i G-dur (F 22)
- WFB A26 Fantasia för cembalo i a-moll (F 23)
- WFB A 27-38 Tolv polonäser (F 12)

1. i C-dur
2. i c-moll
3. i D-dur
4. i d-moll
5. i Ess-dur
6. i ess-moll
7. i E-dur
8. i e-moll
9. i F-dur
10. i f-moll
11. i G-dur
12. i g-moll

- WFB A39 Svit i g-moll (F 24)
- WFB A 40-41 Två allemander i g-moll (F 205)
- WFB A 42-43 Två menuetter i G-dur och g-moll
- WFB A 44-47 Fyra preludier i C-dur, D-dur, e-moll, a-moll (F 206)
- WFB A 48 Menuett i g-moll (F 25/1)
- WFB A 49 Presto i d-moll (F 25/2)
- WFB A50 Menuett i F-dur (F 208)
- WFB A51 L'imitation de la chasse i C-dur (F 26)
- WFB A52 La Reveille i C-dur (F 27)
- WFB A53 Gigue i G-dur (F 28)
- WFB A54 Preludium i c-moll (F 29)
- WFB A55 Scherzo för cembalo i d-moll/e-moll (felaktigt tillskrivet Johann Sebastian Bach (BWV 844a/844b)
- WFB A56 Marsch i Ess-dur (F 30)
- WFB A57 Marsch i F-dur
- WFB A58 Polonäs i C-dur (F 13)
- WFB A59 Ouvertyr i Ess-dur
- WFB A60 Andante i e-moll (F 209)
- WFB A61 Allegro non troppo i G-dur (F 203) (ej bevarat)
- WFB A62 Un poco allegro i C-dur
- WFB A 63-80 Arton stycken för mekanisk orgel (F 207) (tidigare tillskrivna Johann Sebastian Bach (BWV Anh. 133-150)

1. Fantasia i G-dur
2. Scherzo i G-dur
3. Polonäs i e-moll
4. Trio i a-moll
5. Menuett i G-dur
6. Trio i g-moll
7. Marsch i C-dur
8. Marsch i F-dur
9. O Gott die Christenheit
10. Psalm 110
11. Bourlesca i a-moll
12. Trio i a-moll
13. La combattuta i G-dur
14. Scherzo i g-moll
15. L'intrada della caccia
16. Continuazione della caccia
17. Il fine della caccia 1
18. Il fine della caccia 2

- WFB A 81-88 Åtta fugor (F 31)

1. i C-dur
2. i c-moll
3. i D-dur
4. i d-moll
5. i Ess-dur
6. i e-moll
7. i B♭-dur
8. i f-moll

- WFB A89 Fuga i c-moll (F 32)
- WFB A90 Fuga i F-dur (F 33)
- WFB A91 Trippelfuga för orgel i F-dur (F 36)
- WFB A92 Fuga för orgel i g-moll (F 37)
- WFB A 93 Nun kommt der Heiden Heiland, koralförspel för orgel (F 38,1/1)
- WFB A 94 Christe, der du bist Tag und Licht, koralförspel för orgel (F 38,1/2)
- WFB A 95 Jesu meine Freude, koralförspel för orgel (F 38,1/3)
- WFB A 96 Durch Adams Fall ist ganz verderbt, koralförspel för orgel (F 38,1/4)
- WFB A 97 Was mein Gott will, das g'scheh allzeit, koralförspel för orgel (F 38,1/5)
- WFB A 98 Wir Christenleut, koralförspel för orgel (F 38,1/6)
- WFB A 99 Wir danken dir, Herr Jesu Christ, koralförspel för orgel (F 38,1/7)
- WFB A100 Trio över Allein Gott i der Höh sei Ehr för orgel (F 38,2) (ej bevarad)
- WFB A 101 Christus, der ist mein Leben, koralförspel för orgel
- WFB A 102 Die Seele Christi heil'ge mich, koralförspel för orgel
- WFB A 103 Sei Lob und Ehr', koralförspel för orgel
- WFB A 104 Nun freut euch, lieben Christen, koralförspel för orgel
- WFB A 105 Fantasia i d-moll

## Kammarmusik
- WFB B 1 Duo för flöjter i e-moll (F 54)
- WFB B 2 Duo för flöjter i Ess-dur (F 55)
- WFB B 3 Duo för flöjter i Ess-dur (F 56)
- WFB B 4 Duo för flöjter i F-dur (F 57)
- WFB B 5 Duo för flöjter i f-moll (F 58)
- WFB B 6 Duo för flöjter i G-dur (F 59)
- WFB B 7 Duo för violor i C-dur (F 60)
- WFB B 8 Duo för violor i G-dur (F 61)
- WFB B 9 Duo för violor i g-moll (F 62)
- WFB B10 Flöjtsonat i F-dur (F 51)
- WFB B11 Flöjtsonat i e-moll (F 52)
- WFB B12 Flöjtsonat i D-dur (F 53)
- WFB B13 Triosonat för två flöjter och bas i D-dur (F 47)
- WFB B14 Triosonat för två flöjter och bas i D-dur (F 48)
- WFB B15 Triosonat för två flöjter och bas i a-moll (F 49)
- WFB B16 Triosonat för violin eller flöjt, violin och bas i B♭-dur (F 50)
- WFB B17 Triosonat i F-dur

## Orkesterverk
- WFB C1 Sinfonia i C-dur (F 63) (ej bevarad)
- WFB C2 Sinfonia i F-dur (F 67)
- WFB C3 Sinfonia i G-dur (F 68) (ej bevarad)
- WFB C4 Sinfonia i G-dur (F 69) (ej bevarad)
- WFB C5 Sinfonia i B♭-dur (F 71) (ej bevarad)
- WFB C6 Sinfonia i A-dur (F 70) (fragment)
- WFB C7 Sinfonia i d-moll (F 65)
- WFB C8 Sinfonia i D-dur (F 64)
- WFB C9 Cembalokonsert i D-dur (F 41)
- WFB C10 Cembalokonsert i Ess-dur (F 42)
- WFB C11 Konsert för två cembali i Ess-dur (F 46)
- WFB C12 Cembalokonsert i e-moll (F 43)
- WFB C13 Cembalokonsert i F-dur (F 44)
- WFB C14 Cembalokonsert i a-moll (F 45)
- WFB C15 Flöjtkonsert i D-dur

## Liturgiska verk
- WFB E1 Mässa i g-moll (F 100)
- WFB E2 Mässa i d-moll (F 98)
- WFB E3 Heilig ist Gott i D-dur (F 78a)
- WFB E4 Agnus Dei i d-moll
- WFB E5 Amen (F 99/1)
- WFB E6 Halleluja (F 99/2)
- WFB E7 Lobet Gott, unsern Herrn i D-dur (F 78b)

## Kyrkokantater
- WFB F 1 Lasset uns ablegen die Werke der Finsternis (F 80)
- WFB F 2 O Wunder, wer kann dieses fassen? (F 92)
- WFB F 3 Ach, daß du den Himmel zerrissest (F 93)
- WFB F 4 Ehre sei Gott i der Höhe (F 250)
- WFB F 5 Der Herr zu deiner Rechten (F 73)
- WFB F 6 Wir sind Gottes Werke (F 74)
- WFB F 7 Wie schön leuchtet der Morgenstern (F 82)
- WFB F 8 Kantat för palmsöndagen (F 74a; ej bevarad)
- WFB F 9 Erzittert und fallet (F 83)
- WFB F 10 Auf, Christen, posaunt (F 95)
- WFB F 11 Gott fähret auf mit Jauchzen (F 75)
- WFB F 12 Wo geht die Lebensreise hin? (F 91)
- WFB F 13 Wer mich liebet, der wird mein Wort halten (F 72)
- WFB F 14 Dies ist der Tag (F 85)
- WFB F 15 Ertönt, ihr seligen Völker (F 88)
- WFB F 16 Ach, daß du den Himmel zerrissest
- WFB F 17 Es ist die Stimme eines Predigers in der Wüste (F 89)
- WFB F 18 Der Herr wird mit Gerechtigkeit (F 81)
- WFB F 19 Ach Gott vom Himmel, sieh darein (F 96)
- WFB F 20 Wohl dem, der den Herrn fürchtet (F 76)
- WFB F 21 Wie ruhig ist doch meine Seele (F 77) (lost)
- WFB F 22 Der Höchste erhöret das Flehen der Armen (F 86)
- WFB F 23 Verhängnis, dein Wüten entkräftet die Armen (F 87)
- WFB F 24 Auf, Christen, posaunt (F 95)
- WFB F 25 Dienet dem Herrn mit Freuden (F 84)
- WFB F 26 Der Trost gehöret nur für Kinder (sopranaria)
- WFB F 27 Zerbrecht, zerreißt, ihr schnöden Banden (F 94) (sopranaria)
- WFB F 28 Laß dein Wehen in mir spielen (sopranaria)
- WFB F 29 ... Gnade finden (F 79) (fragment)

## Världsliga kantater och operor
- WFB G1 O Himmel, schöne (F 90) (kantat)
- WFB G2 Lausus und Lydie (F 106) (opera; ej bevarad)

## Sånger
- WFB H1 Herr, mein Herz, sei ruhig (F 97)

## Didaktiska verk
- WFB I1 Kanon och skisser (F 39)
- WFB I2–5 Fyra trippelkanon
- WFB I6 Fugatema för orgel i C-dur (F 35)
- WFB I7 Fugatema över B-A-C-H för orgel
- WFB I8 Abhandlung vom harmonischen Dreiklang (ej bevarad)

## Tvivelaktiga, ofullständiga och ej autentiska verk
WFB listar totalt 175 oäkta verk, här nämnes bara ett urval
- WFB Inc 19 Triosonata H-dur
- WFB YA 6 Fantasia c-moll (av Johann Wilhelm.Hässler)
- WFB YA 7-12 Sex sonater i C-dur, G-dur, B♭-dur, D-dur, F-dur och a-moll (av Johann Wilhelm Hässler)
- WFB YA 147 Fuga för orgel i B♭-dur (F 34)
- WFB YA 148 Fuga i c-moll (av Johann Peter Kellner)
- WFB YA 149 Fuga c (av Johann Peter Kellner?)
- WFB YA 150 Fuga i B♭-dur
- WFB YA 151 Fuga i a-moll
- WFB YA 152 Fuga i D-dur
- WFB YB 1 Trio för 2 flöjter och viola i G-dur (även tillskriven Franz Xaver Richter)
- WFB YB 2 Trio i C-dur (av Richter?)
- WFB YC 1 Konsert i c-moll (av Christoph Schaffrath)
- WFB YC 3 Cembalokonsert i f-moll (av Johann Christian Bach)
- WFB YC 8 Cembalokonsert i c-moll (av  Johann Philipp Kirnberger?)
- WFB YC 17 Cembalokonsert i g-moll (av Johann Christoph Altnikol?)
- WFB YF 1-5 Fem kyrkokantater (F 101-105; ej autentiska)
- WFB YH 2 Kein Hälmlein wächst auf Erden (förfalskning)
- WFB - Sinfonia i d-moll (F 66), (icke-autentiskt arrangemang av WFB E 5 och 6)
- WFB - Preludium och fuga i f-moll (BWV 534; tillskrivet J.S.Bach men eventuellt ett verk av Wilhelm Friedemann) [1]
- WFB - Svit för orkester i g-moll (BWV 1070; tidigare tilskriven J.S.Bach men eventuellt ett verk av Wilhelm Friedemann)